# مكتبة ايفرت كارنيجي
مكتبة ايفرت كارنيجي، هي مبنى مكتبة كارنيجي يقع في إيفريت، واشنطن، الولايات المتحدة الأمريكية المدرجة في السجل الوطني للأماكن التاريخية وجزء من حرم حكومة مقاطعة سنوهوميش. يحتل المبنى الزاوية الجنوبية الشرقية من تقاطع شارع أوكس و شارع وول في المنطقة التجارية المركزية بالمدينة.

## تاريخ
تم تشييده في عام 1904 بهدية قدرها 25000 دولار أمريكي من المحسن أندرو كارنيجي لغرض بناء مكتبة عامة. صممت الشركة المعمارية هايده ودنوف المبنى باستخدام نماذجها في بومونا ومكتبة كاليفورنيا العامة ومكتبة بوسطن العامة. افتتحت المكتبة في 1 يوليو 1905، مع مخزون تم شراؤه حديثًا من 4000 مجلد على رفوفها. كانت تعمل حتى عام 1935، عندما حلت محلها مكتبة إيفريت العامة الجديدة في 2702 شارع هويت الذي تم افتتاحه في أكتوبر 1934. أصبح المبنى منزل جنازة كاسيدي من عام 1935 إلى عام 1980. استحوذت مقاطعة سنوهوميش على الملكية في عام 1980، حيث قامت بتركيب مكاتب المقاطعة التنفيذية. بعد ذلك، احتل متحف مقاطعة سنوهوميش للتاريخ المبنى ، وهو ترتيب مدته ثلاث سنوات انتهى في عام 2011 عندما فشلت مفاوضات الإيجار مع المقاطعة. على الرغم من أنه جزء من مجمع حكومة مقاطعة سنوهوميش، إلا أن المبنى ظل شاغراً لعدة سنوات.
في عام 2018، تم تغيير الغرض من مبنى كارنيجي لاستخدامه كمرفق للخدمات الاجتماعية لعلاج التشرد وتعاطي المخدرات.

## روابط خارجية
- مبنى كارنيجي ، حكومة مقاطعة سنوهوميش